# Jordbävningen i Antiokia 115
Jordbävningen i Antiokia 115 inträffade år 115 e.Kr. Den hade en uppskattad magnitud av 7,5 på skalan för ytvågsmagnitud och en maximal intensitet på XI (extrem) på Mercalliskalan. Antiokia och omkringliggande områden totalförstördes med många dödsfall och förlorade egendomar som följd. Jordbävningen orsakade en tsunami som förstörde hamnen vid Caesarea Maritima. Den romerske kejsaren Trajanus och hans efterträdare Hadrianus drabbades av jordbävningen. Den romerske konsuln Marcus Pedo Vergilianus dödades, men kejsaren och hans efterträdare lyckades undkomma med mindre skador och startade senare en återuppbyggnad av staden.